# Ideopsis lingana
Ideopsis lingana är en fjärilsart som beskrevs av Hans Fruhstorfer 1910. Ideopsis lingana ingår i släktet Ideopsis och familjen praktfjärilar. Inga underarter finns listade i Catalogue of Life.